# 22769 Авреліянора
22769 Авреліянора (22769 Aurelianora) — астероїд головного поясу, відкритий 19 січня 1999 року.
Тіссеранів параметр щодо Юпітера — 3,205.